# Phyllosticta pyrolae
Phyllosticta pyrolae är en svampart som beskrevs av Ellis & Everh. 1889. Phyllosticta pyrolae ingår i släktet Phyllosticta och familjen Botryosphaeriaceae.   Inga underarter finns listade i Catalogue of Life.